# Wolfgang-Paul-Vorlesung

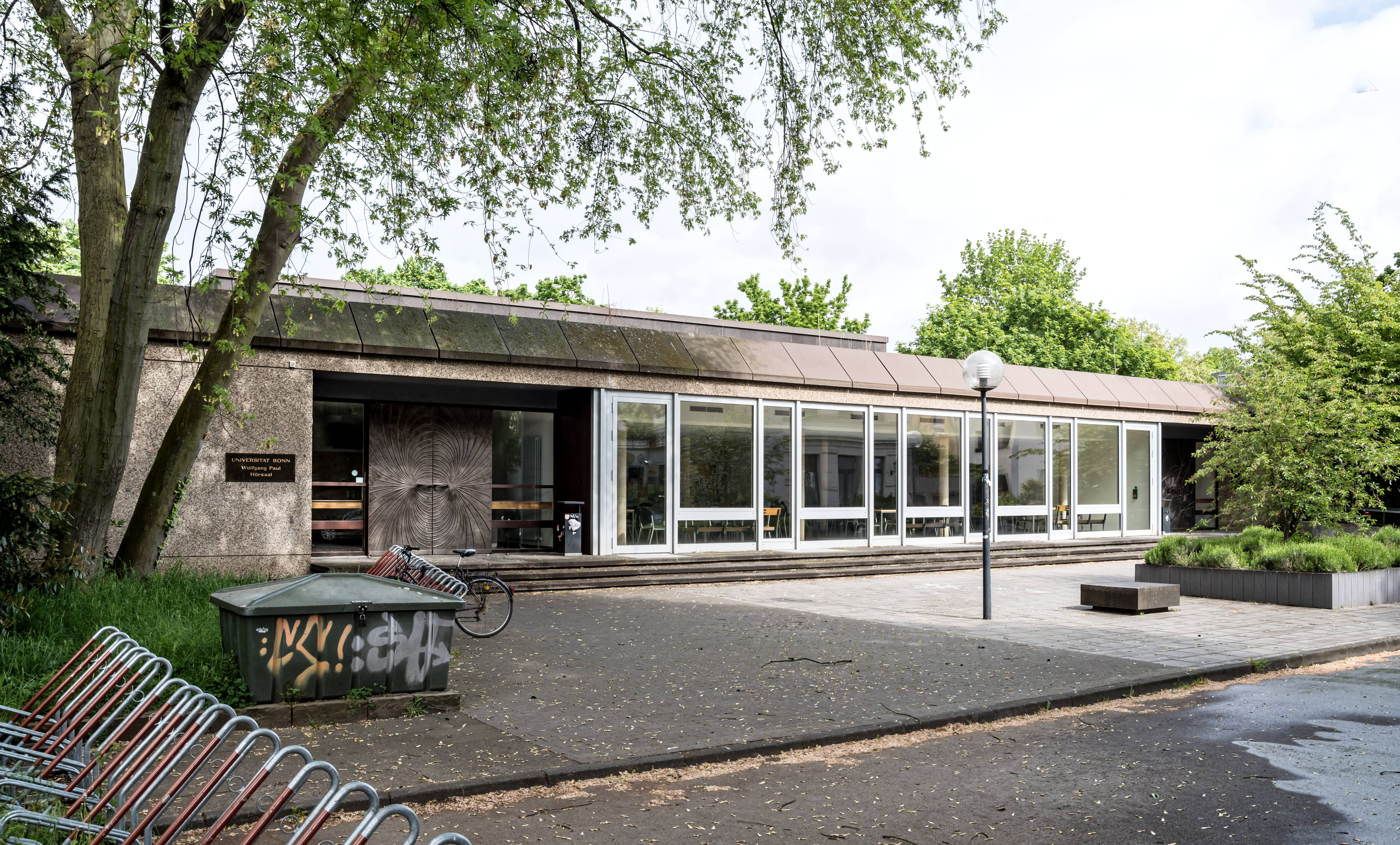
Der Eingangsbereich des Wolfgang-Paul-Hörsaals

Die Wolfgang-Paul-Vorlesungen finden alle zwei bis drei Jahre an der Universität Bonn statt. Finanziert aus dem Nachlass des Bonner Nobelpreisträgers für Physik Wolfgang Paul und organisiert von der Alexander-von-Humboldt-Stiftung, werden hierzu Physiker von Weltrang eingeladen, die an ein oder zwei Tagen jeweils eine Gastvorlesung halten.

## Vorlesungen
- 1994: Richard E. Taylor, Stanford University (Nobelpreisträger 1990):„Elastic Electron Scattering and the Size of the Proton“ und „Elastic Electron Scattering and the Structure of the Proton“
- 1996: Ugo Amaldi, Universität Mailand: „Physics and Medicine at a New Frontier: Oncological Hadron Therapy“ und „Particle Colliders and the Nature of the Vacuum“
- 1998: Steven Chu, Stanford University (Nobelpreisträger 1997): „Laser cooling and trapping of atoms and bio-molecules“
- 2000: Michael S. Turner, University of Chicago: „How the Universe began“ und „Precision Cosmology at the New Millennium“
- 2002: David Mermin, Cornell University: „The Computational Power of Quantum Mechanics“
- 2004: Donald H. Perkins, University of Oxford: „Are diamonds for ever, or do protons decay? A tale of the unexpected“
- 2007: Anton Zeilinger, Universität Wien (Nobelpreisträger 2022): „Nichtlokalität und Quantenkommunikation“
- 2009: Wolfgang Ketterle, MIT (Nobelpreisträger 2001): „Superfluid gases near absolute zero temperature“
- 2011: Rolf-Dieter Heuer, CERN: „The search for a deeper understanding of our universe at the Large Hadron Collider: the world’s largest particle accelerator“
- 2013: David Wineland, NIST (Nobelpreisträger 2012): „Wolfgang Paul’s ion traps and the quest for quantum control“. Symposium der Alexander von Humboldt-Stiftung anlässlich des 100. Geburtstages von Wolfgang Paul.[1][2]
- 2016: Hitoshi Murayama, Universität Tokio und University of California, Berkeley: „The Quantum Universe“
- 2019: Paul Corkum, Universität Ottawa und National Research Council of Canada: „Extending our time horizon to attoseconds and beyond“

## Stiftung und Organisation
Wolfgang Paul stiftete mit einem Brief vom 18. November 1991 die Hälfte seines Nobel-Preisgeldes für eine Wolfgang-Paul-Stiftung zur Förderung internationaler Beziehungen, als Dank für die „Unabhängigkeit und materielle Hilfe, die ich in meiner wissenschaftlichen Arbeit an der Universität Bonn gefunden habe“ (Zitat aus dem Stiftungsbrief).
Die Verwaltung der Stiftung erfolgt durch die Alexander-von-Humboldt-Stiftung. Stiftungsziel ist (Zitat aus dem Stiftungsbrief):
„Aus dem Zinsertrag soll jährlich oder besser jedes zweite Jahr ein international herausragender Physiker für eine Gastvorlesung an das Physikalische Institut der Universität Bonn eingeladen werden.“
Die Vorlesungen, dabei primär die Aufenthaltskosten des Gastdozenten, werden aus den Zinserträgen bezahlt. Die Auswahl des Dozenten treffen der jeweilige Inhaber von Pauls Lehrstuhl, der Bonner Fachgruppenvorsitzende und der Physikgutachter der Humboldt-Stiftung. Die Vortragenden sind stets auch Träger des Humboldt-Forschungspreises. Die Vorlesungen finden im Wolfgang-Paul-Hörsaal der Universität vor etwa 500 Zuhörern statt.
Als Vorbild nannte Paul die renommierten Vorlesungsreihen der Morris Loeb Lectures an der Harvard University, der Fermi Lectures an der University of Chicago und der van Vleck Lectures an der University of Minnesota.